# BMW iX
BMW iX — среднеразмерный электромобиль-кроссовер немецкой компании BMW.

## BMW Vision iNext
BMW iNext — концепт-кар, впервые представленный в марте 2016 года. В 2018 году модель была представлена на Парижском автосалоне.
Модель близка по габаритам к BMW X5.

## Технические характеристики
Кузов модели BMW iX изготовлен из высокопрочной стали, алюминия, термопластика и углепластика. Впереди присутствует радиаторная решётка, за которой спрятаны камера, радар и другие датчики для водительской помощи.
По длине и ширине BMW iX напоминает BMW X5 (G05), по высоте крыши — BMW X6, по размеру колёс — BMW X7. Коэффициент лобового сопротивления составляет 0,25, площадь — 2,82 м2 (CdA=0,71 м2).

## Безопасность
| Euro NCAP                    |                                                                          |
| Общий рейтинг                | 5 из 5 звёзд · 5 из 5 звёзд · 5 из 5 звёзд · 5 из 5 звёзд · 5 из 5 звёзд |
| Взрослый                     | 91%                                                                      |
| Ребёнок                      | 87%                                                                      |
| Участники дорожного движения | 73%                                                                      |
| Система безопасности         | 81%                                                                      |
| Кузов                        | Устойчивый                                                               |

## Галерея

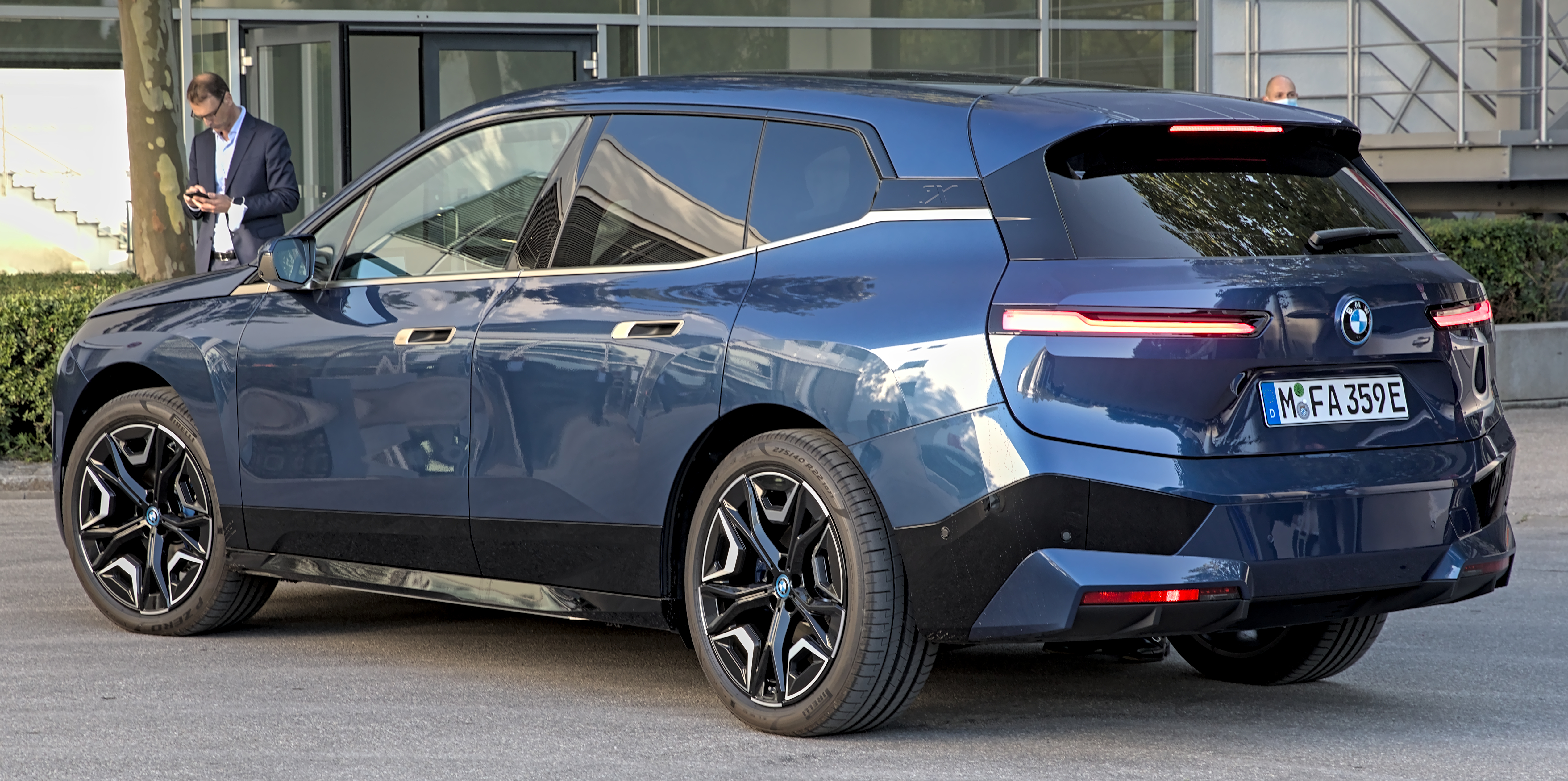
Вид сзади
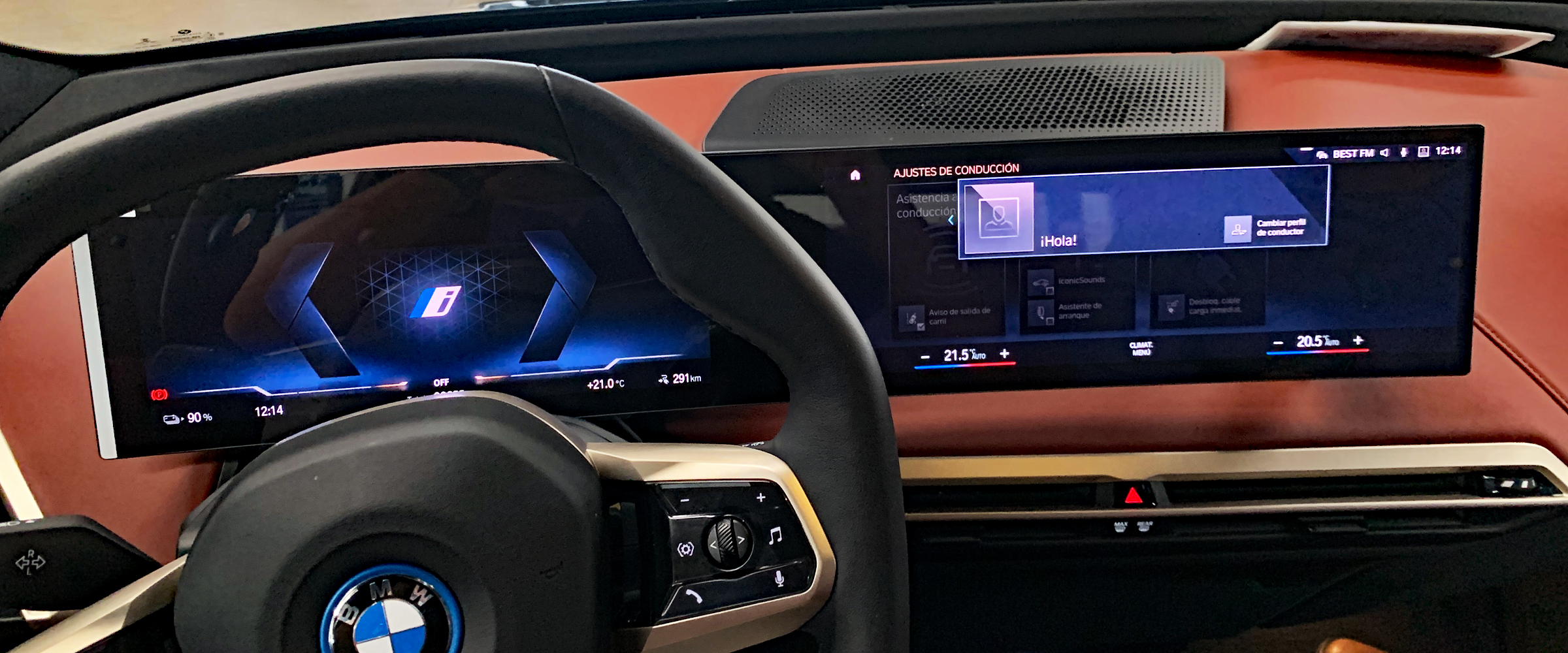
Место водителя
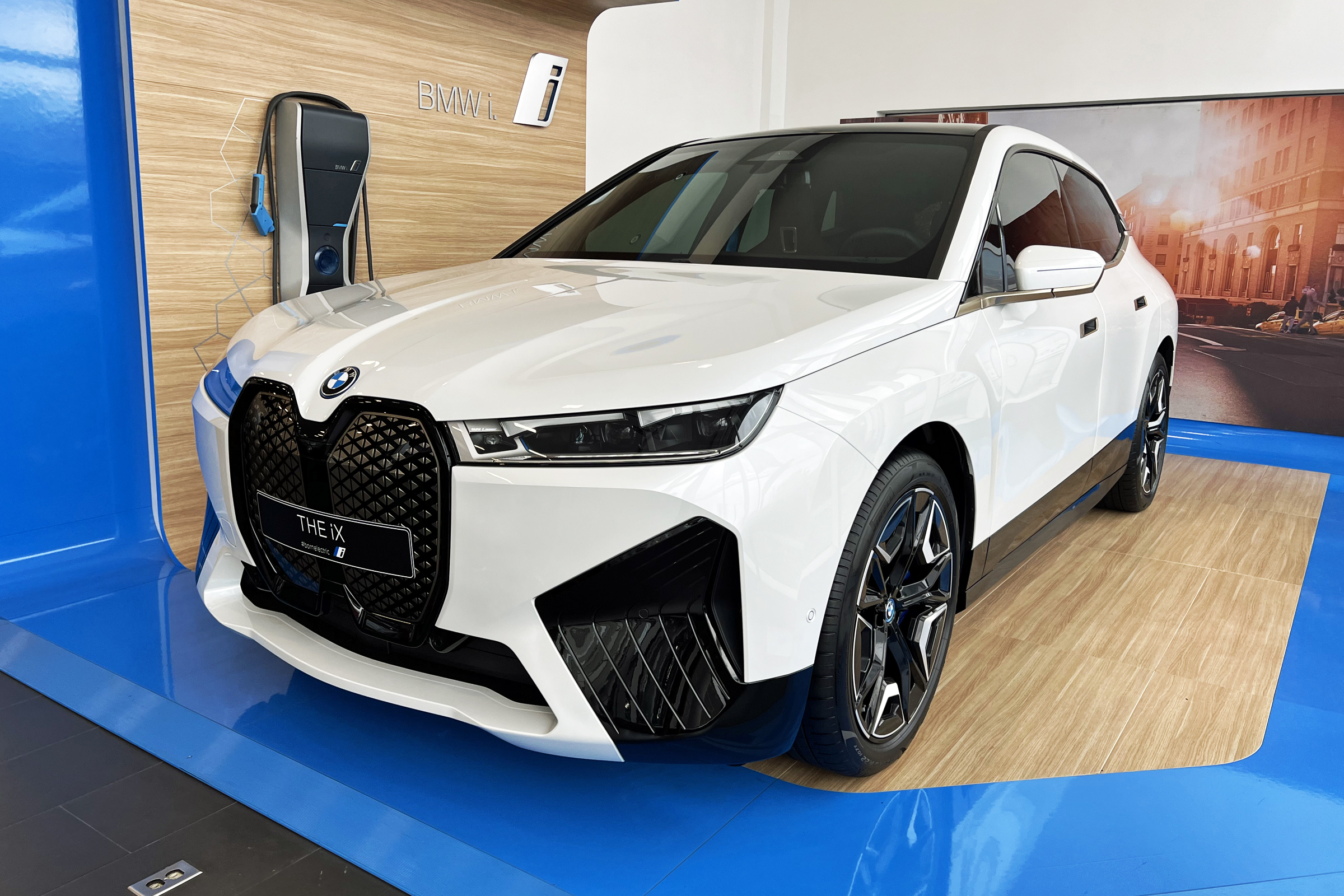
BMW iX Sport
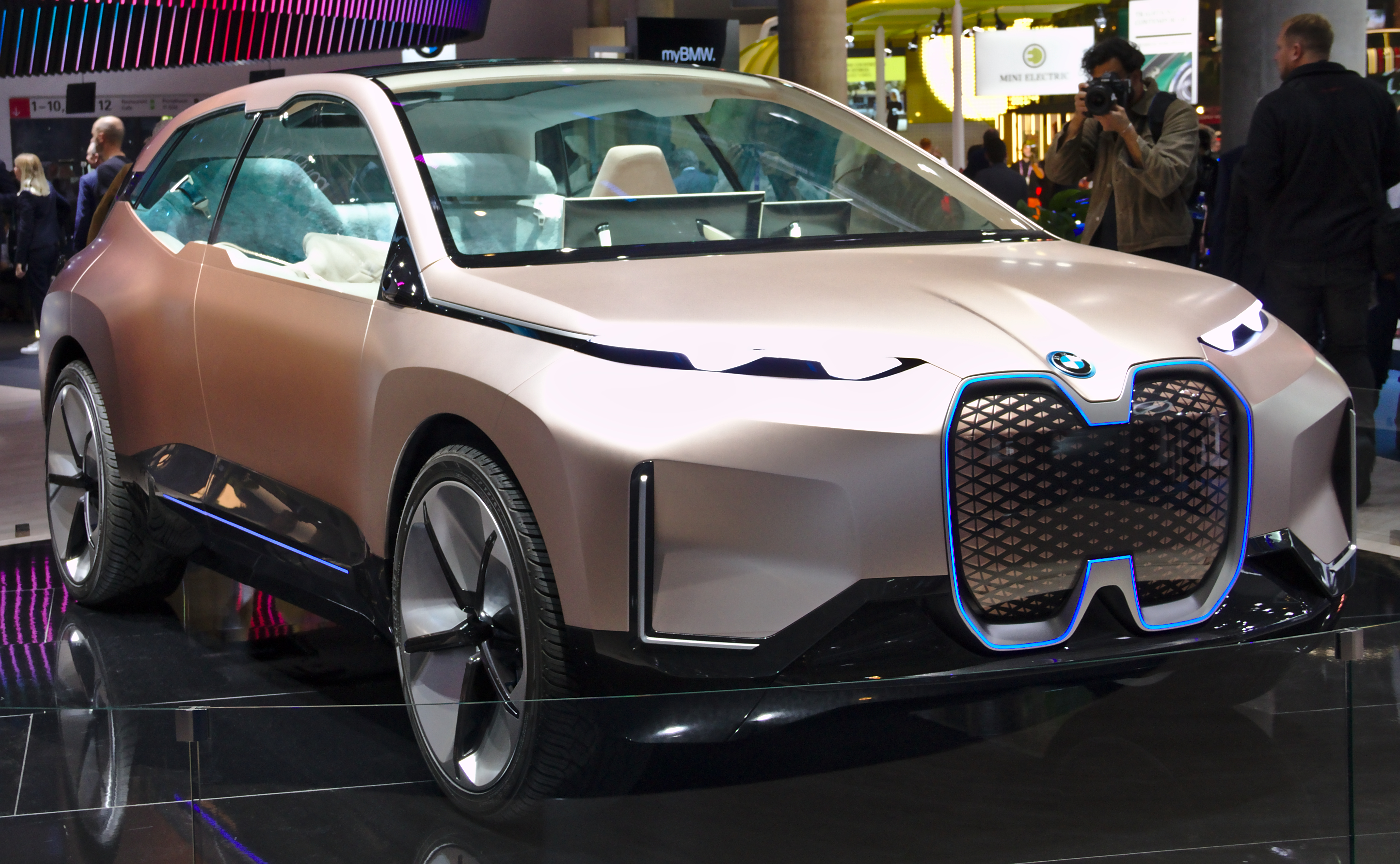
BMW iNext
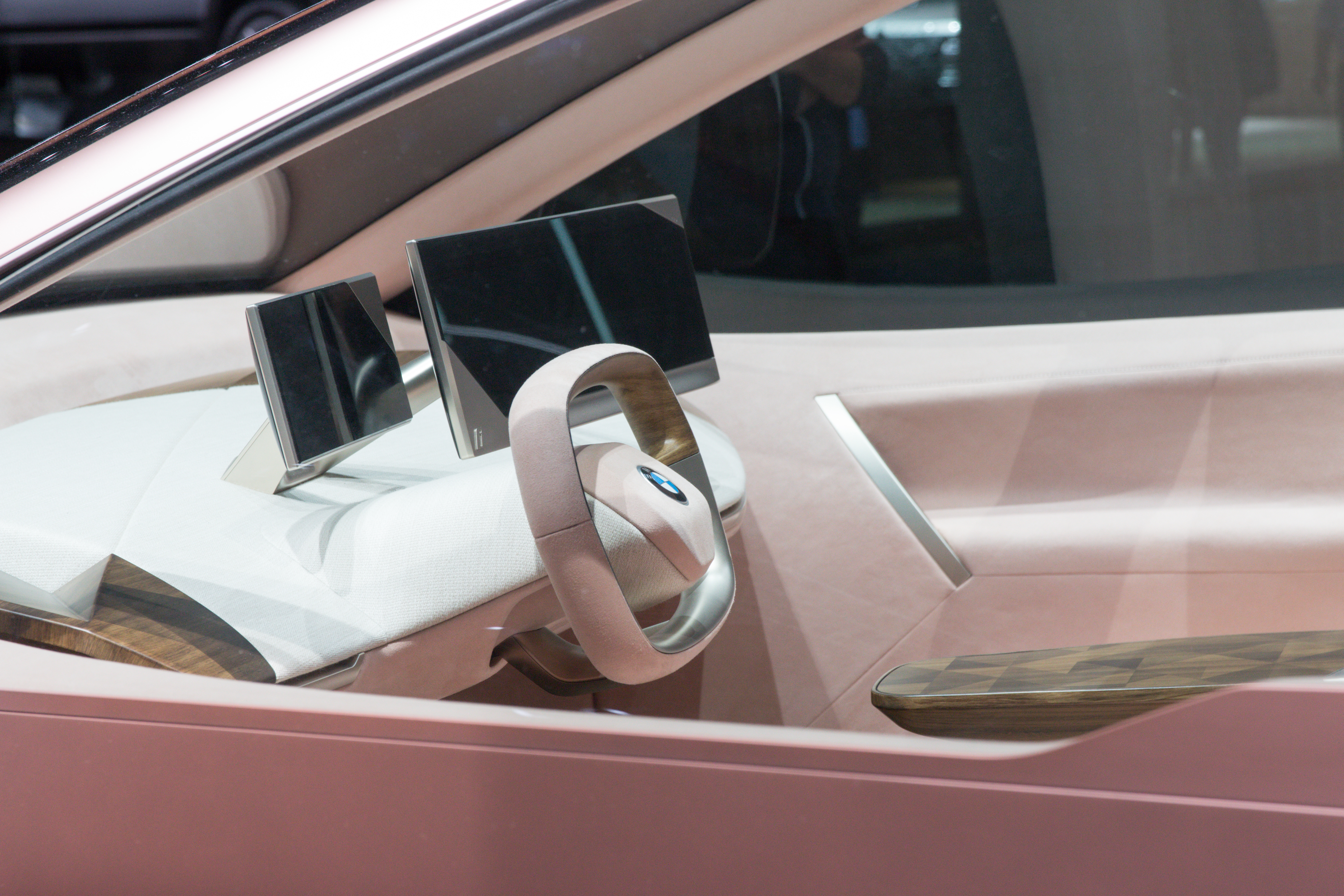
BMW iNext (салон)
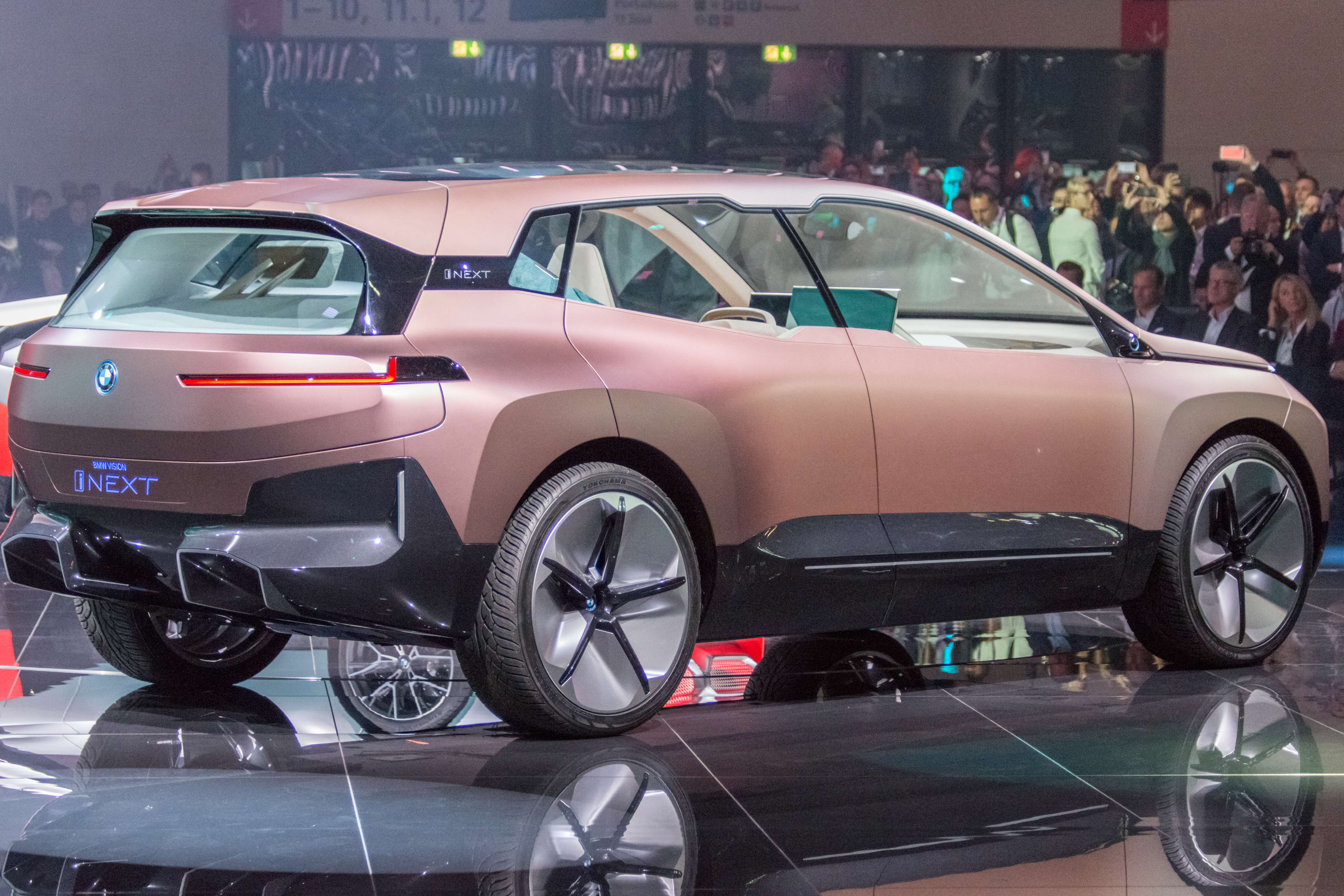
BMW Vision iNext
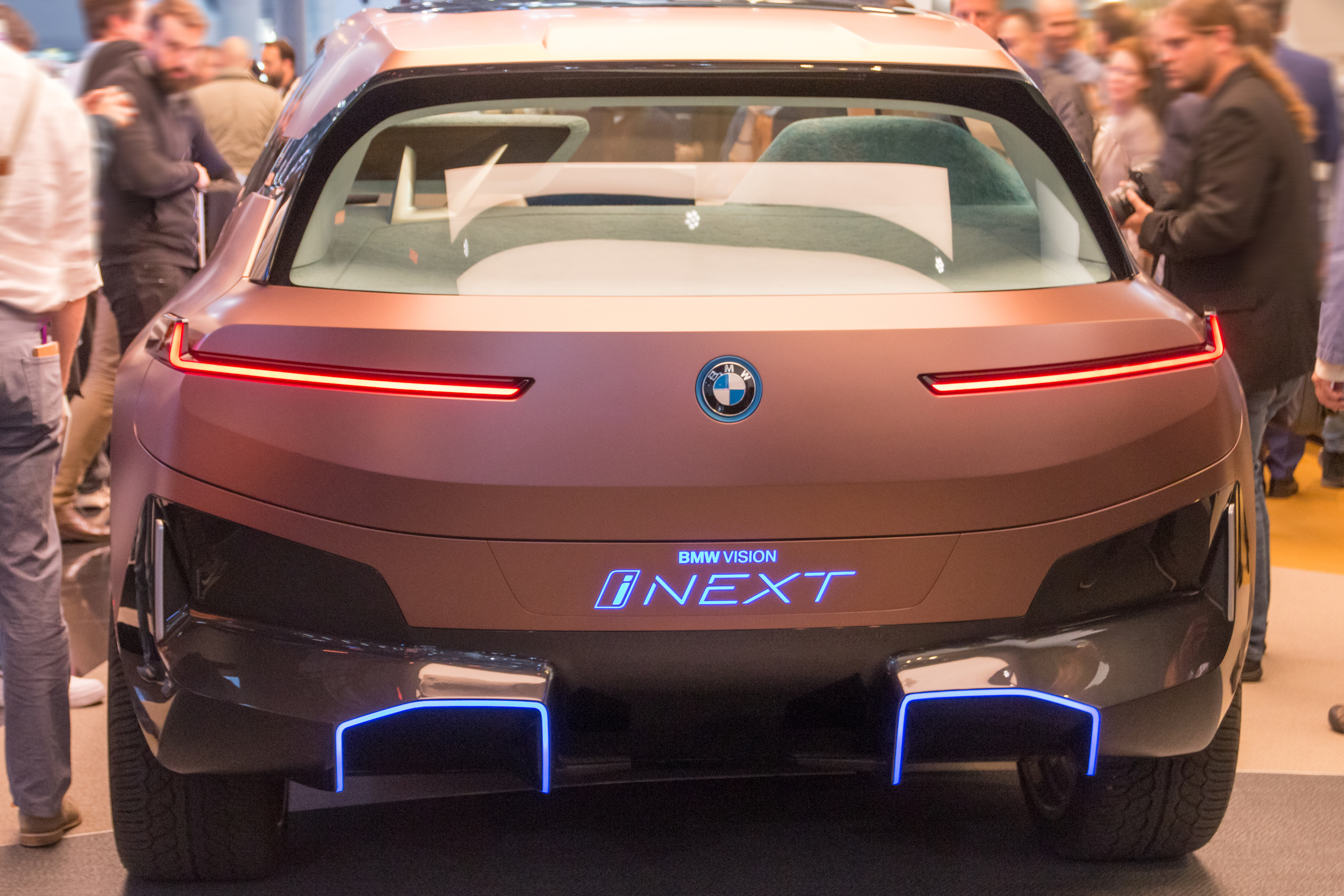
BMW Vision iNext
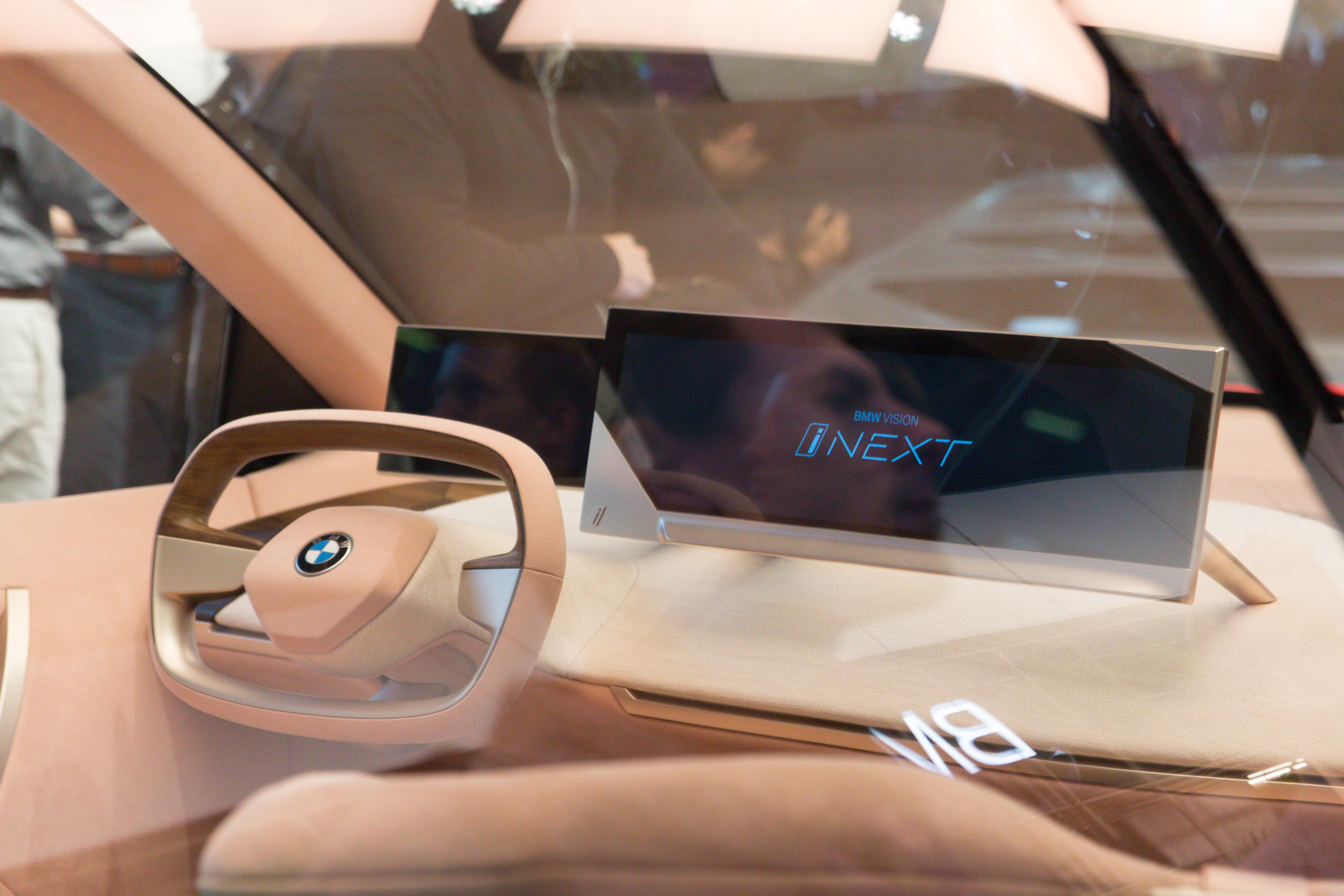
BMW Vision iNext (салон)
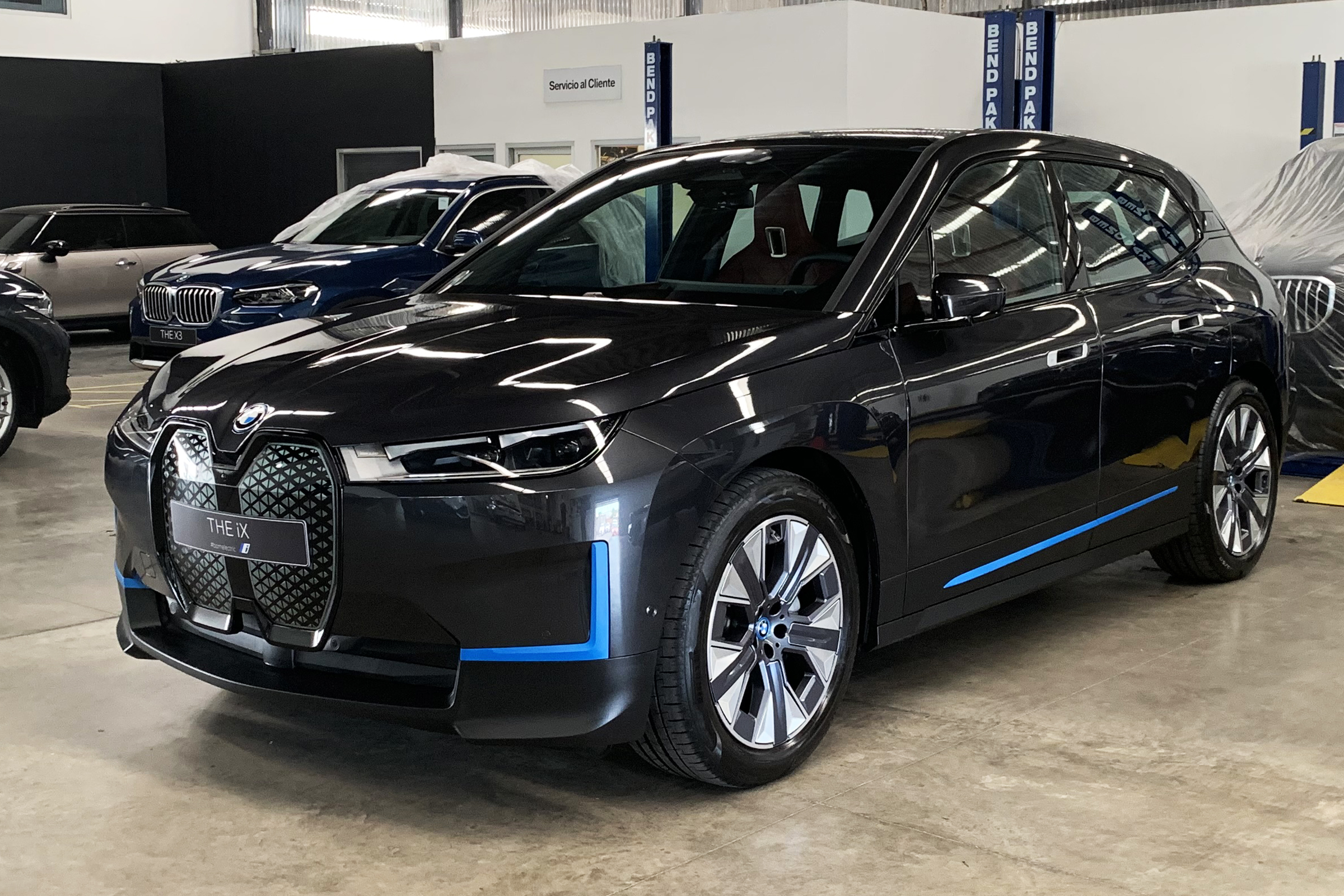
BMW iX xDrive 40
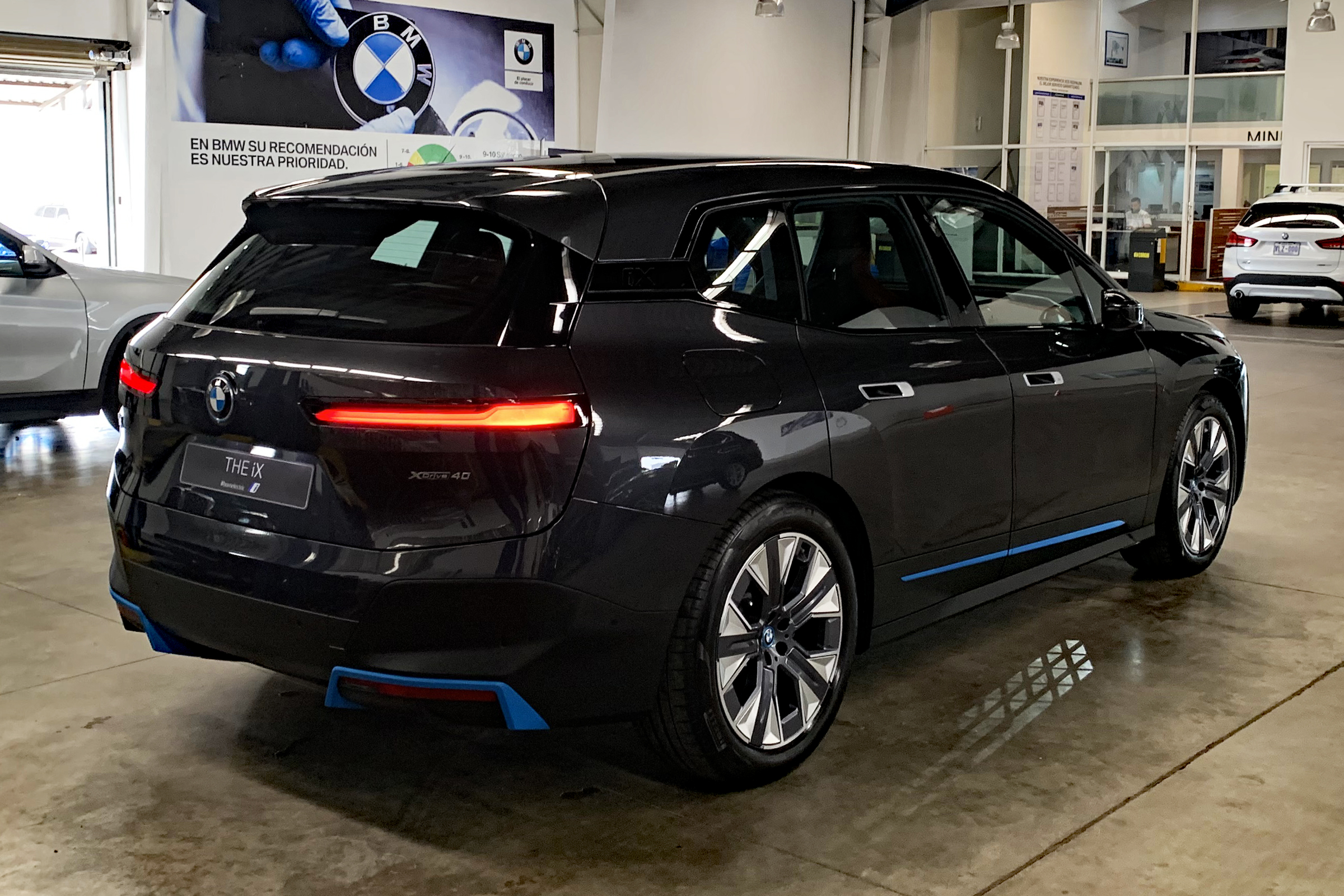
BMW iX xDrive 40
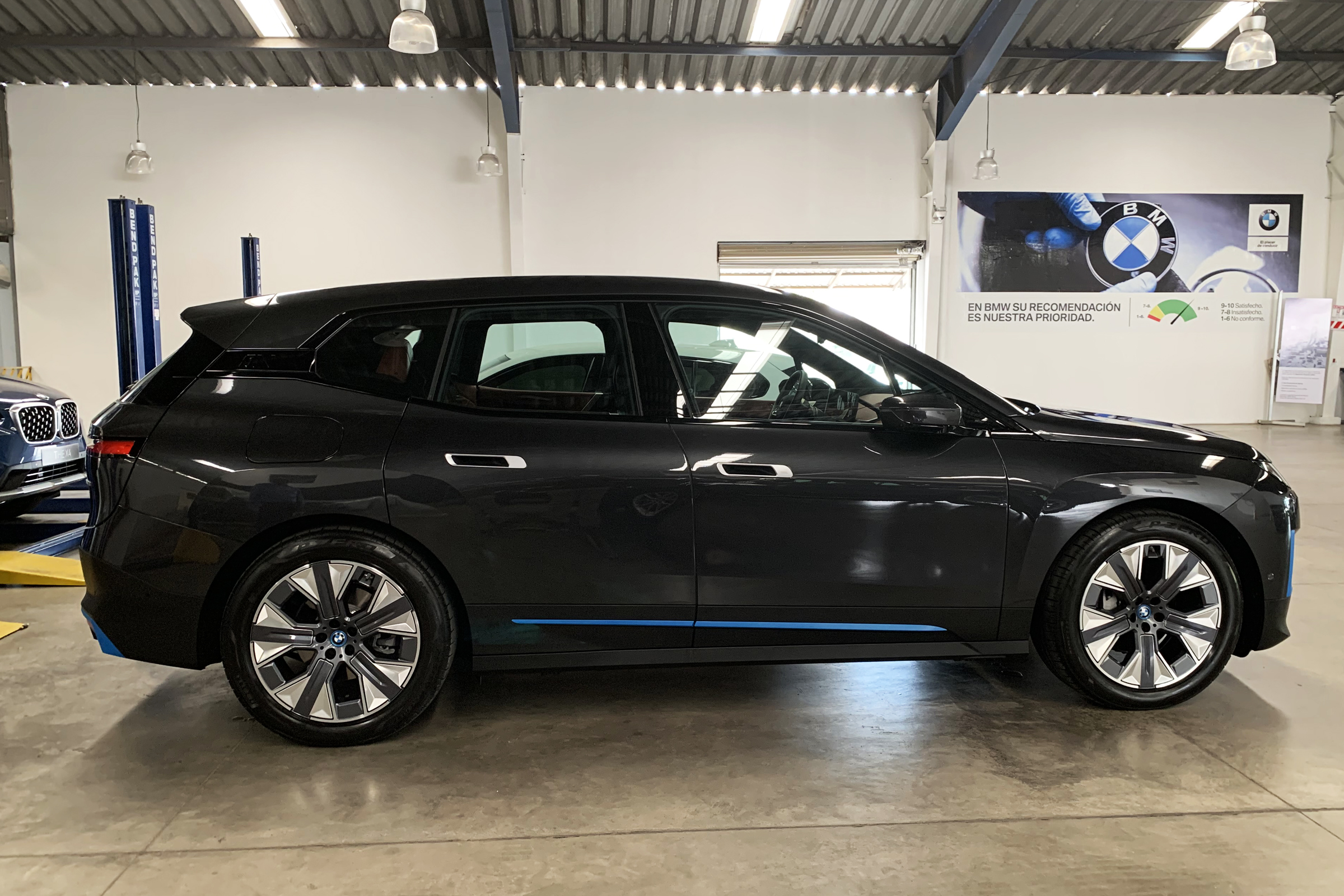
BMW iX xDrive 40
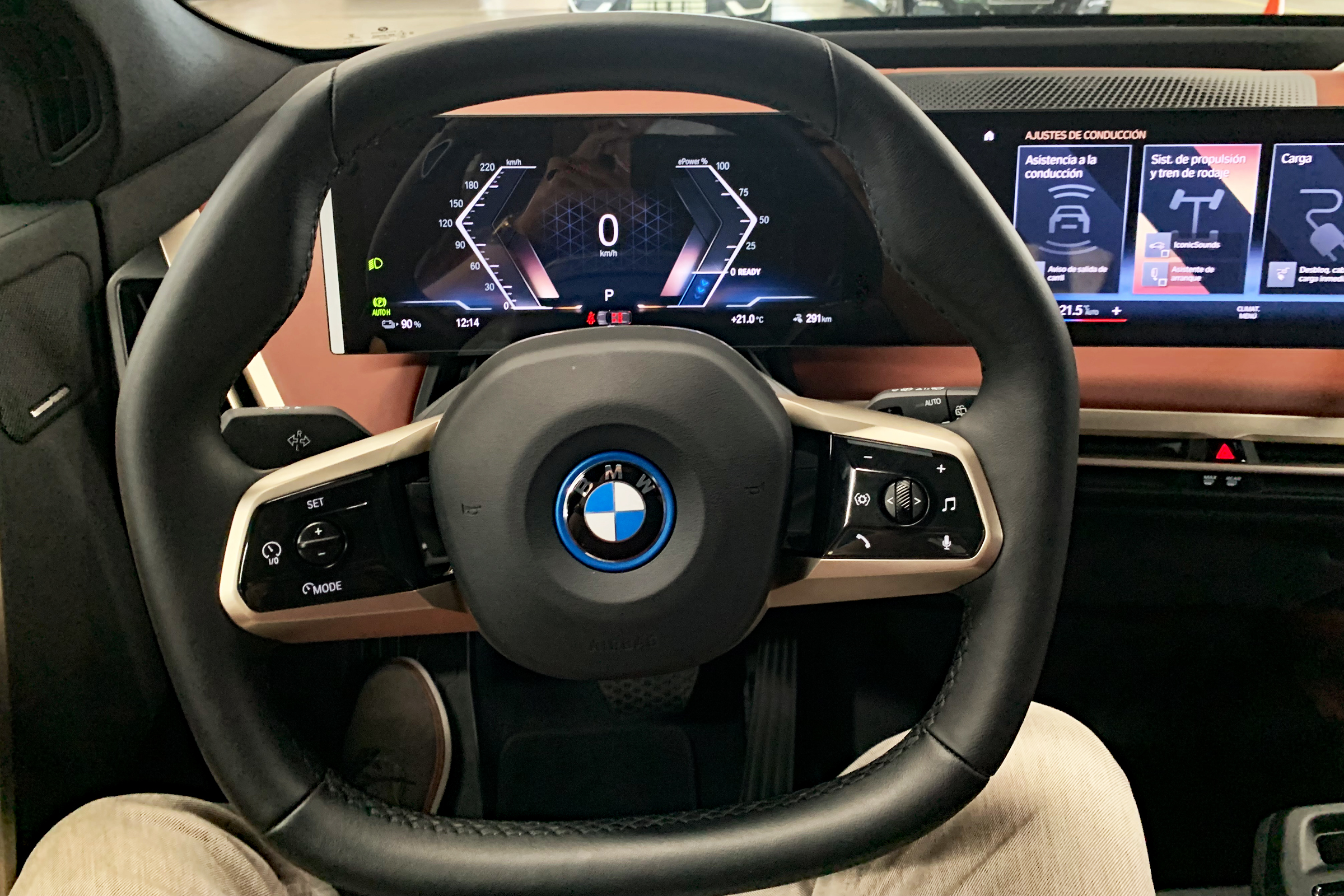
Рулевое колесо
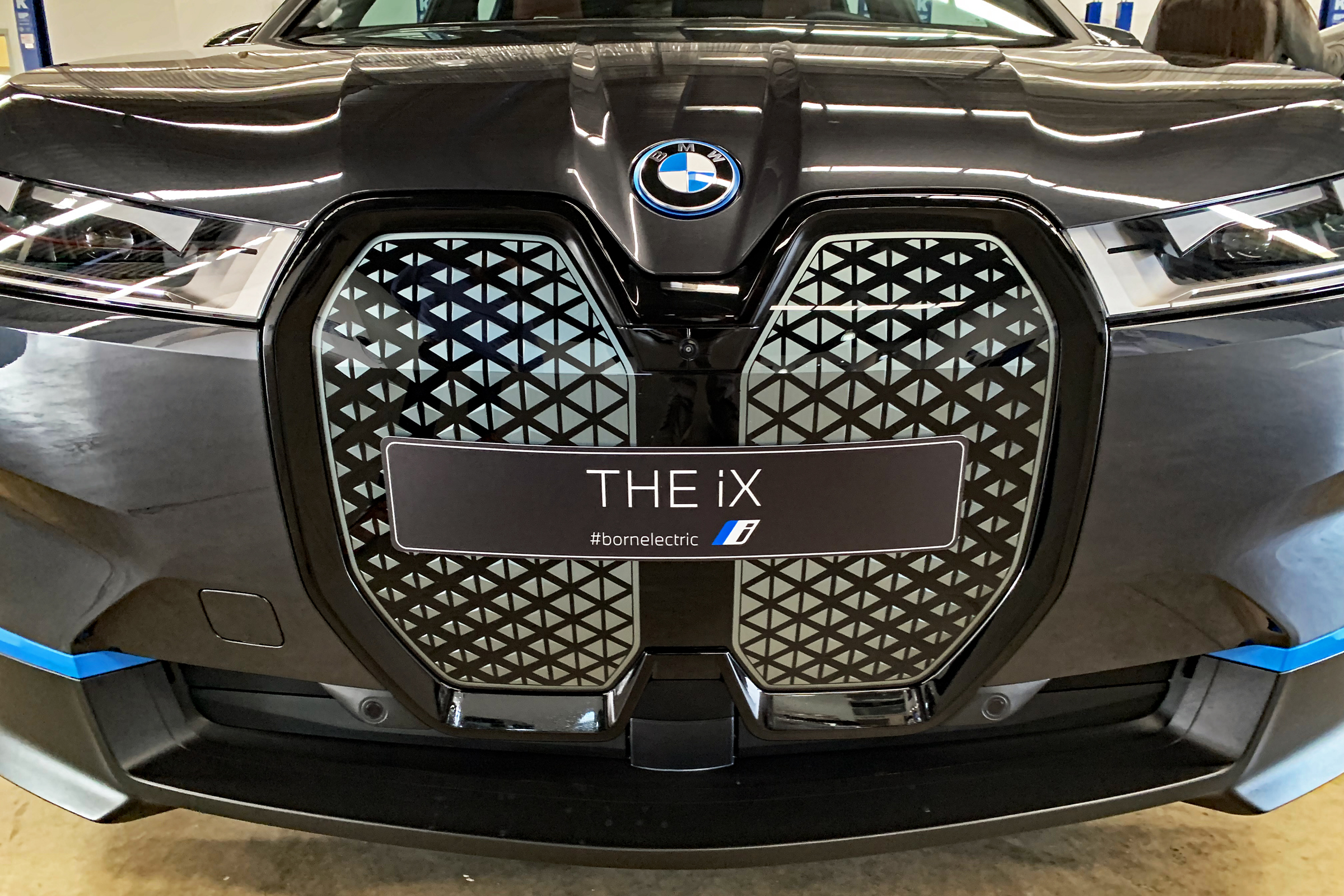
Радиаторная решётка